# 博加斯新镇
博加斯新镇，是西班牙卡斯蒂利亚-拉曼恰托莱多省的一个市镇。总面积57平方公里，总人口826人（2001年），人口密度14人/平方公里。